# رباعي ميثيل السيلان
رباعي ميثيل السيلان (اختصاراً TMS) هو مركب سيليكون عضوي صيغته C4H12Si، والتي يمكن كتابتها على الشكل Si(CH3)4، ويوجد على شكل سائل عديم اللون.

## التحضير
يمكن أن يحضر المركب من تفاعل كلوريد ثلاثي ميثيل السيليل مع مركب كلوريد ألومنيوم ميثيل الصوديوم:
{\displaystyle \mathrm {3\ NaCl+AlCl_{3}+2\ Al+3\ CH_{3}Cl\longrightarrow 3\ NaCH_{3}AlCl_{3}} }
{\displaystyle \mathrm {NaCH_{3}AlCl_{3}+(CH_{3})_{3}SiCl\longrightarrow (CH_{3})_{4}Si+NaAlCl_{4}} }
تاريخياً حضر المركب من تفاعل ثنائي ميثيل الزنك مع رباعي كلوريد السيليكون:
{\displaystyle \mathrm {SiCl_{4}+2\ Zn(CH_{3})_{2}\longrightarrow Si(CH_{3})_{4}+2\ ZnCl_{2}} }

## الخواص
يوجد المركب في الشروط القياسية على شكل سائل عديم اللون. وهو عملياً غير منحل في الماء، إذ ينحل منه مجرد 20 مغ في الليتر.

## الاستخدامات
من الاستخدامات الرئيسية لمركب رباعي ميثيل السيلان هو استعماله في مطيافية الرنين المغناطيسي النووي NMR وذلك كمادة معيارية من أجل تقييس الانزياح الكيميائي، حيث تعطى اصطلاحاً قيمة 0 ppm.